# Dix braves de Sanada

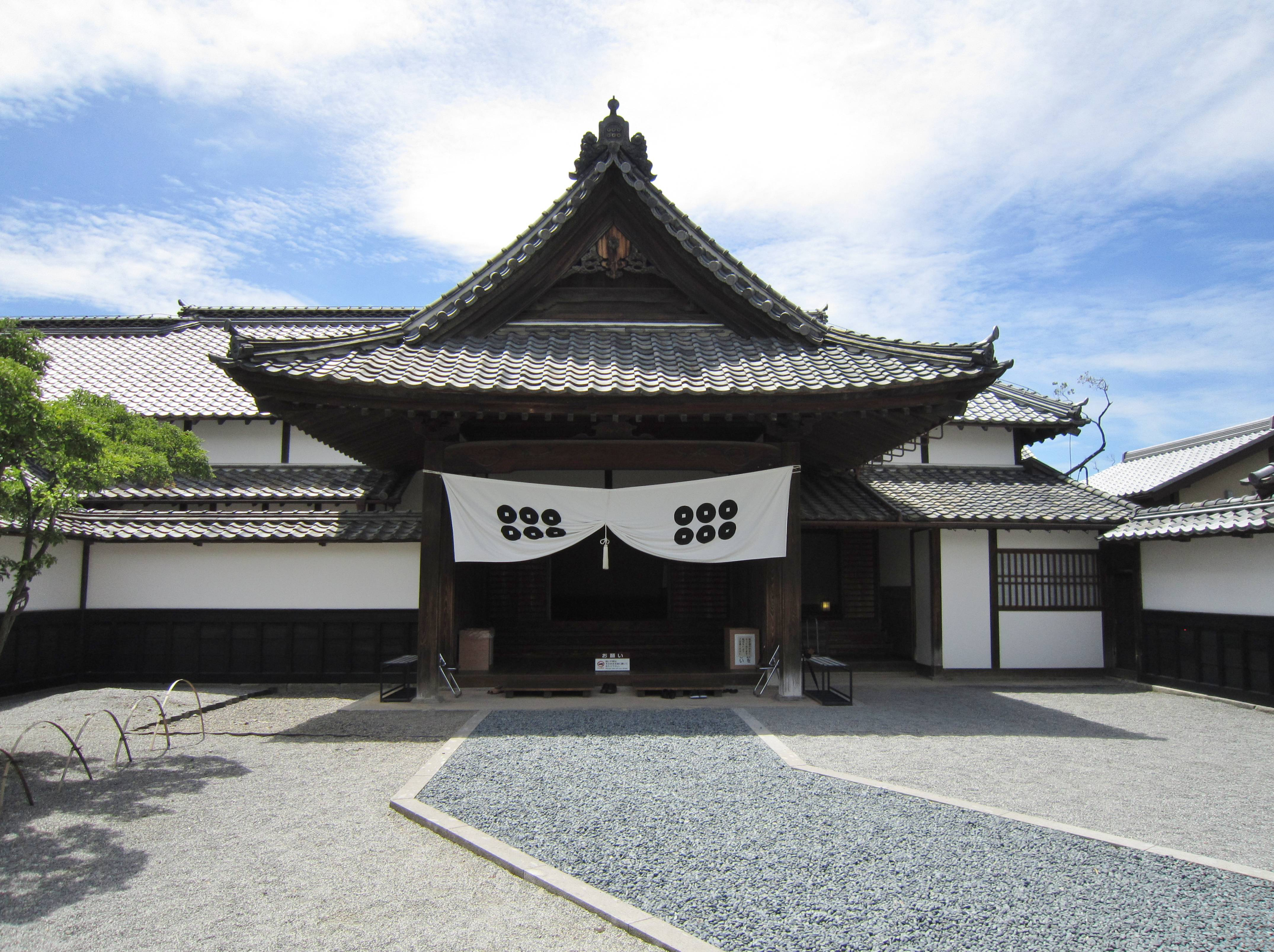
Résidence des Dix braves de Sanada au Japon

Les Dix braves de Sanada (真田十勇士, Sanada Jūyūshi, aussi appelés les Dix héros de Sanada) sont un groupe de ninjas qui auraient combattu pour Sanada Yukimura durant le début de l'époque d'Edo. Leur existence est controversée. 
Ils apparaissent pour la première fois dans un roman intitulé Sanada Sandaiki (en). Plus tard, Tatsukawa Bunko écrit deux autres romans durant l'ère Taishō, Sarutobi Sasuke et Les Dix braves de Sanada.

## Les dix braves
- Sarutobi Sasuke (猿飛 佐助?) (peut-être inspiré de Kouzuki Sasuke (上月佐助?))
- Kirigakure Saizō (霧隠 才蔵?) (peut-être inspiré de Kirigakure Shikauemon (霧隠鹿右衛門?))
- Miyoshi Seikai (三好 清海?) (peut-être inspiré de Miyoshi Masayasu (三好政康?))
- Miyoshi Isa (三好 伊三?) (peut-être inspiré de Miyoshi Masakatsu (三好政勝?))
- Anayama Kosuke (穴山 小助?)
- Unno Rokurō (海野 六郎?) (peut-être inspiré de Unno Rokuroubee (海野六郎兵衛?))
- Kakei Jūzō (筧 十蔵?) (peut-être inspiré de Kakei Juubee (筧十兵衛?))
- Nezu Jinpachi (根津 甚八?) (peut-être inspiré de Nezu Koroku (禰津小六?) et/ou de Azai Iyori (浅井井頼?))
- Mochizuki Rokurō (望月 六郎?)
- Yuri Kamanosuke (由利 鎌之助?) (peut-être inspiré de Mochizuki Uemon (望月宇右衛門?)/Mochizuki Jinzaemon (望月甚左衛門?)/Mochizuki Uhee (望月卯兵衛?)/Mochizuki Usabuemon Yukitada (望月卯左衛門幸忠?))

## Dans la culture populaire
Parmi les dix, Sarutobi Sasuke et Kirigakure Saizō sont les seuls à apparaître fréquemment dans les fictions. En dehors des œuvres qui traitent spécifiquement des dix braves, l'apparition des dix hommes au total est plutôt rare.
Dans quelques représentations modernes, ils sont même considérés comme des femmes. Dans le film musical Jjidaigeki Chroniques guerrières du clan Sanada (en) de Tai Katō de 1963, Kirigakure est une femme. Il existe des références affirmant qu'Anayama Kosuke pourrait être une femme, et que les frères Miyoshi sont des moines nyūdō (入道).

### Jeu vidéo
Les Dix braves de Sanada (真田十勇士) est un jeu de rôle sorti sur NES en 1988.

### Brave 10
Dans le manga Brave 10 (en) (ブレイヴ・テン) de Kairi Shimotsuki, plusieurs membres apparaissent. Sanada Yukimura planifie de créer une unité avec autant de membres qu'il a de doigts.
- Sarutobi Sasuke (猿飛 佐助): Le chef du groupe. il est d'un naturel timide et assez proche des animaux .
- Kirigakure Saizou (霧隠 才蔵): Le personnage principal qui est le nouveau du groupe. Il erre sans maître et ne désire pas trouver un seigneur à servir. C'est à l'origine un ninja d'Iga.
- Izumo no Isanami: Elle prend la place de Miyoshi Isa chez les frères nyūdō. Elle est la sœur adoptive de Miyoshi Seikai. Elle est l'héroïne principale, l'histoire tourne autour d'elle.
- Anastasia du Glacier: Elle prend la place d'Anayama Kosuke. Amie d'enfance de Saizou.
- Unno Rokurou (海野 六郎): Page de Yukimura, il reste aux côtés de Sanada Yukimura presque tout le temps pour le protéger.
- Kakei Juzou (筧 十蔵): Représenté par un homme moyennement âgé et intrépide.
- Yuri Kamanosuke (由利 鎌之助): Représenté par un assassin pervers désirant tuer Saizou. On ne sait pas vraiment si c'est un homme ou une femme .
- Miyoshi Seikai (三好 清海): Demi-frère d'Isanami. Il est présenté comme un moine parti en pèlerinage avant de partir trouver sa sœur .
- Mochizuki Benmaru: Appelé à l'origine Mochizuki Rokurou (望月 六郎), il est renommé avec le deuxième prénom de Yukimura pour éviter la confusion avec Unno Rokurou.
- Nezu Jinpachi (根津 甚八): Représenté en pirate.

### Dans la sérieMusou
Dans Samurai Warriors 2, certains des dix membres sont représentés en tant que gardes du corps. Il s'agit de Sarutobi Sasuke (en tant que ninja), Kirigakure Saizō, Mochizuki Rokurō (en tant que ninja du feu), Anayama Kosuke (en tant que samouraï), Kakei Jūzō (en tant que fusilier), Miyoshi Seikai et Miyoshi Isa (en tant que sumos).

### Dans la sérieSengoku Basara
Dans Sengoku Basara, Sarutobi Sasuke est représenté en tant que ninja loyal servant le clan Takeda (et surtout Sanada Yukimura). Dans la seconde saison de l'anime Sengoku Basara, trois ninjas sans noms portent des vêtements avec les armoiries des Takeda identiques à celles que Sasuke avait vu dans d'autres épisodes, il est possible que cela fasse référence à d'autres membres des Dix braves.

### DansSamurai Deeper Kyo
Dans le manga Samurai Deeper Kyo, ils sont présentés en tant que serviteurs loyaux de Sanada Yukimura.
- Sarutobi Sasuke est représenté comme le chef de Sanada Juuyuushi : l'actuel Sasuke est un jeune qui rejoint plus tard le groupe longtemps après que l'ancien Sarutobi Sasuke l'ait quitté.
- Kirigakure Saizou est représenté en tant que serviteur de Yukimura.
- Anayama Kosuke est représentée en tant que double féminin de Yukimura pour le protéger.
- Miyoshi Isa (anciennement Miyoshi Masakatsu) et Miyoshi Seikai (anciennement Miyoshi Masayasu) sont représentés en tant que jumeaux nyūdō, chauves et portant des lunettes de soleil.
- Nezu Jinpachi est représenté en ami de Yuri.
- Unno Rokurou est représenté en tant que double de Yukimura lorsqu'il est parti de chez lui.
- Yuri Kamanosuke est représentée en femme et cuisinière du groupe.
- Kakei Juuzou et Mochizuki Rokurou sont représentés en serviteurs loyaux de Yukimura qui combattent avec lui.

### DansNaruto
Dans le manga Naruto, le père de Hiruzen Sarutobi le troisième Hokage est Sarutobi Sasuke.